# Santa María Guelacé
Santa María Guelacé là một đô thị thuộc bang Oaxaca, México. Năm 2005, dân số của đô thị này là 710 người.